# Falmouth (Kentucky)
Falmouth é uma cidade localizada no estado americano de Kentucky, no Condado de Pendleton.

## Demografia
Segundo o censo americano de 2000, a sua população era de 2058 habitantes.
Em 2006, foi estimada uma população de 2123, um aumento de 65 (3.2%).

## Geografia
De acordo com o United States Census Bureau tem uma área de
3,3 km², dos quais 3,3 km² cobertos por terra e 0,0 km² cobertos por água. Falmouth localiza-se a aproximadamente 177 m acima do nível do mar.

## Localidades na vizinhança
O diagrama seguinte representa as localidades num raio de 24 km ao redor de Falmouth.